# District historique de Pine Creek Residential
 (septembre 2020).
Le district historique de Pine Creek Residential – ou Pine Creek Residential Historic District en anglais – est un district historique du comté de Washington, dans l'Utah, aux États-Unis. Situé au sein du parc national de Zion, il comprend des habitations dans le style rustique du National Park Service. Il est inscrit au Registre national des lieux historiques le 7 juillet 1987.